# Werner Christie (1917–2004)
Werner Hosewinckel Christie, född 13 december 1917 i Vang, utanför Hamar i dåvarande Hedemarkens amt, död 28 december 2004, var en norsk flygare, flygaräss och militär (generalmajor). Han var son till Werner Hosewinckel Christie och Karen (född baronesse Wedel-Jarlsberg) och bror till Johan Koren Christie samt farbror till Werner Hosewinckel Christie.
Christie utbildades till flygare vid Hærens Flyveskole. När Norge 9 april 1940 angreps av Tyskland var han placerad på Sola lufthavn i Stavanger. När tyskarna släppte fallskärmstrupper mot flygplatsen deltog han i markstriderna eftersom det inte fanns någon möjlighet att på kort varsel få upp flygplan i luften för att möta angreppet. Efter att tyskarna intagit flygplatsen drog sig Christie ur striden och tog kontakt med norska armén. Vid armén fick han tjänstgöra som infanterist i striderna om Rogaland. När det norska motståndet vid Rogaland upphörde 23 april sökte han sig till Sverige för att kunna ingå i den norska exilarmén. 
Via Sovjetunionen, Japan och USA tog han sig till Little Norway i Kanada. Hans tid vid lägret i Kanada blev kort, Englands behov av utbildade piloter medförde att han 1941 placerades som jaktflygare i en brittisk flygdivision. Han utnämndes till major och chef för den norska divisionen squadron 332. Han blev senare utnämnd till överstelöjtnant och chef för den brittiska divisionen squadron 334, den brittiska flottiljen 150 Wing och den brittiska flottiljen Hunsdon Wing.    
Under ett flyguppdrag över Tyskland 18 april 1945 tvingades han lämna sitt flygplan med fallskärm och han tillbringade de sista krigsmånaderna i ett tyskt fångläger. Efter kriget arbetade han en period för det nybildade flygbolaget SAS, men när han blev erbjuden att återvända till Luftforsvaret 1949 nappade han på erbjudandet. Perioden 1968-1971 var han chef för luftkommandot i norra Norge och 1971-1976 kommendör över luftförsvaret i södra Norge. Efter att han avgått med pension arbetade han som chef för Norska Röda Korsets utlandsavdelning.